# Stenandra
Stenandra is een kevergeslacht uit de familie van de boktorren (Cerambycidae). De wetenschappelijke naam van het geslacht werd voor het eerst geldig gepubliceerd in 1912 door Lameere.

## Soorten
Stenandra omvat de volgende soorten:
- Stenandra asiatica Komiya & Santos-Silva, 2011
- Stenandra kolbei (Lameere, 1903)
- Stenandra saitoae Komiya & Santos-Silva, 2011
- Stenandra vadoni Quentin & Villiers, 1972